# Kaple (Chrášťany)
Kaple v Chrášťanech je drobná sakrální stavba nacházející se na staré hořejší návsi. Vedle kaple je kuriózní přístavba historického přístřešku pro hasičskou stříkačku. Duchovní správou spadá kaple pod Římskokatolickou farnost Dlažkovice. Od roku 1964 je kaple chráněna jako kulturní památka.

## Architektura

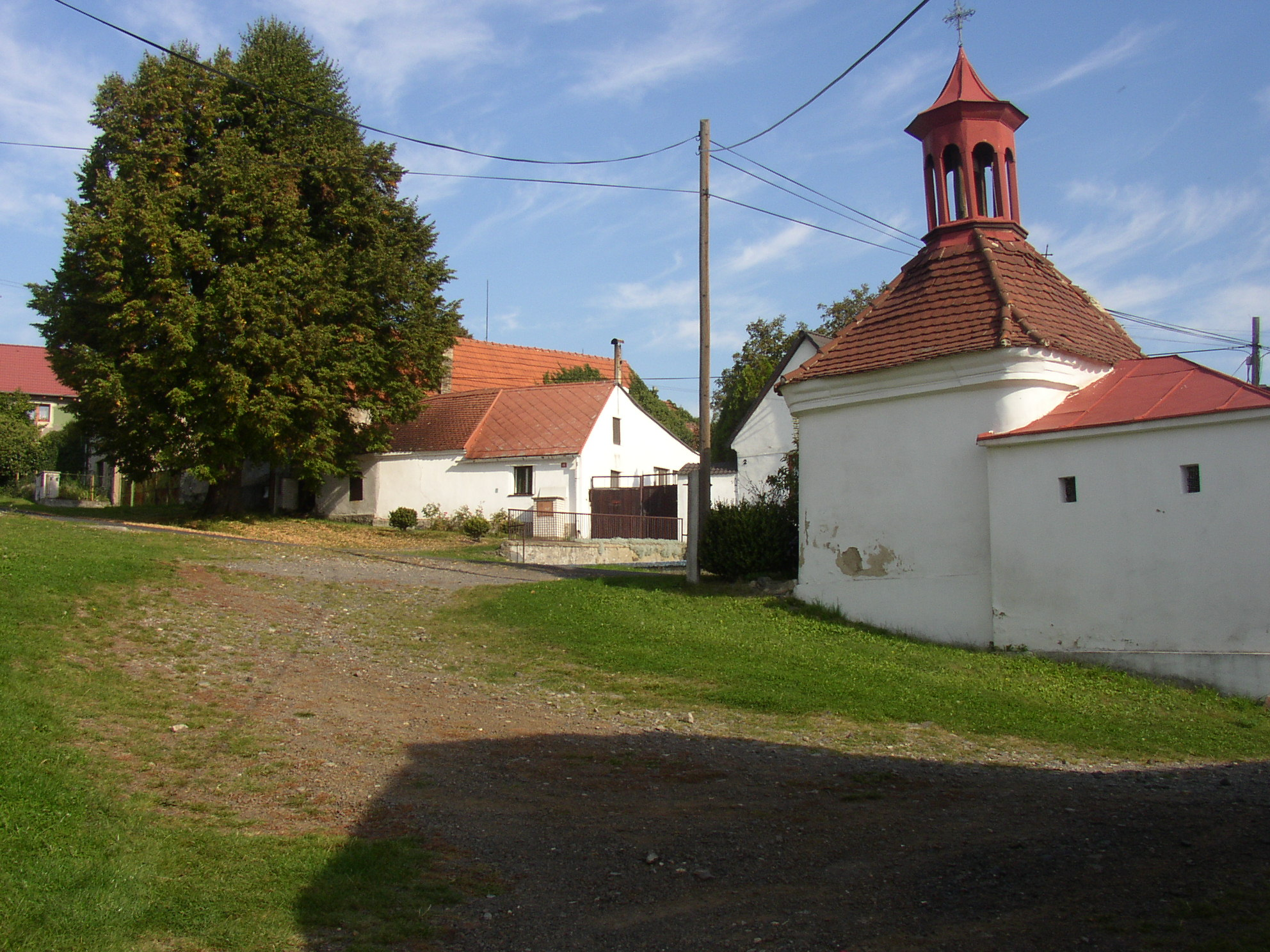
Závěr kaple v Chrášťanech

Kaple pochází z roku 1825. Je čtvercová se zaoblenými rohy, prohnutým segmentovým štítem a stanovou střechou. Uvnitř má v klenbě placku.

## Okolí kaple
K sakrálním projevům patří i dřevěný pozdně gotický reliéf Navštívení Panny Marie z 1. poloviny 16. století, který se nachází na stodole č. 22.